# 실용적 관점에서의 인간학
⟪실용적 관점에서의 인간학⟫(Anthropologie in pragmatischer Hinsicht)은 철학자 이마누엘 칸트의 저서이다. 칸트는 다른 철학 강의와 함께 정규 강의로서 인간지(人間知), 생활지(生活知)에 관한 '인간학' 강의를 병행했는데, 그것은 이 세상의 행복을 얻기 위해 영리해져야겠다는(실용적) 인간의 심리적이며 인성적(人性的)인 모습을, 특히 실용적이기 때문에 범하는 온갖 실패를 흥미있게 들려 주는 것이었다. 이러한 강의를 정리한 것이 이 책으로서, 칸트의 손으로 이루어진 마지막 저서이기도 하다.
빈틈없이 영리해지려는 실용적 인간의 모습, 그 가운데에서도 특히 실패나 잘못을 되풀이하는 모습은 오히려 있어야만 할 진실을 암시한다고도 말할 수 있다. 칸트는 이러한 인생살이에서의 인간의 모습을 관찰하고 분석함으로써 진실한 모습을 보다 명확히 하려고 하였다. 칸트는 인간 이성의 관심으로서 ① 나는 무엇을 알 수 있을까(知識), ② 나는 무엇을 해야 할까(道德), ③ 나는 무엇을 바랄 수 있을까(宗敎), ④ 인간이란 무엇인가(人間學)를 들고 있다. 그리고 주목해야 할 것에는 지식·도덕·종교에 관한 세 가지 과제를 정리하는 것이 인간학일 것이라고도 말한다. <인간학>이란 저서는 그러한 인간학을 꾀했다고도 말할 수 있다. 칸트 철학은 방법상으로 비판철학이었다고 한다면 내용상으로는 인간의 철학이었다고 말할 수 있다.

## 같이 보기
- 계몽시대
- 인류학
- 윤리학
- 칸트주의